# Králováci
Králováci byli šumavští osadníci převážně německé národnosti (kromě převážně české rychty ve Stachách), kteří se věnovali také těžbě dřeva a pastevectví. Byli svobodní, podřízeni jen českému králi, který jim udělil četné výsady (právo lovu, mýcení stromů, vaření piva aj.), aby podpořil osídlení v těchto odlehlých končinách. Četné zmínky tradované v turistických průvodcích a materiálech o tom, že Králováci osidlovali pohraničí již od 12. až 13. století jsou mylné. Podobně byly vyvráceny teorie dávajícící Králováky do souvislosti s Chody. Německá kolonizace západní části Šumavy se plně rozvinula v 16. století. Králováci sídlili v osamělých dvorcích uprostřed svých pozemků kolem osmi rychet, vrchní rychtáře směli sami volit. Privilegované postavení se Královákům, na rozdíl od Chodů, podařilo udržet až do roku 1848.

## Královácké rychty
Území obývané Králováky bylo původně rozděleno do osmi rychet:
- Svatá Kateřina (Sankt Katharina)
- Hamry (Hammern)
- Hojsova Stráž (Eisenstraß)
- Javorná (Seewiesen)
- Zhůří (Haidl Am Ahornberg)
- Kochánov (Kochet)
- Stodůlky (Alt-Stadeln)
- Stachy (Stachau)

## Historie
Území Královského hvozdu bylo k Čechám definitivně připojeno Přemyslem Otakarem II. roku 1273.
Během třicetileté války bylo královácké území dáno královskou komorou České koruny do zástavy a zpět už nikdy nevyplaceno. Tím přešlo toto území v majetek panství prášilského a bystřického, přičemž si ovšem králováčtí svobodní sedláci podrželi svá stará práva a privilegia. Králováci měli zejména právo volit si ze svého středu vlastního rychtáře, jakož i vrchního rychtáře, jemuž příslušelo i vedení dávek a soupisů, zatímco jiné záležitosti administrativy obstarávala panství Prášily (Stubenbach) a Bystřice nad Úhlavou (Bistritz an der Angel). Sedláci byli zproštěni robotních povinností, směli vařit pivo a pálit kořalku, užívali i privilegia svobodné honitby a rybolovu na svých pozemcích a ve svých vodách.
Po zrušení roboty a poddanství (1848) se samozřejmě staly tyto staré svobody a výsady něčím, co příslušelo od té doby i všem ostatním šumavským sedlákům, zbaveným roboty a svobodným náhle stejně jako Králováci. Nicméně i poté se králováčtí sedláci cítili být v jistém smyslu jiní než ti donedávna ještě robotní rolníci, na které svobodní sedláci dříve shlíželi s jistou pohrdavou přezíravostí. Královácká hrdost nebyla bez oprávnění. Nehledě na samo vědomí, že jejich předkové byli odnepaměti svobodnými vlastníky půdy, poddanými přímo českému králi, těšila se většina z nich významnému jmění a blahobytu a v důsledku toho i značnému vzdělání, kterým znatelně převyšovali ty ostatní svého stavu. K tomu je třeba přičíst, že královácké dvorce, z nichž mnohé zůstávaly po staletí v držení jednoho a téhož selského rodu, ležely často při těch půdou nejlepších, a proto i nejvýnosnějších pozemcích, obklopeny obvykle (alespoň ty největší z nich) staveními, které svobodní sedláci, neschopni své pozemky obdělávat vlastními silami, zřídili pro ty ostatní, kteří pro ně museli konat práce za denní mzdu. Každý větší „svobodný dvorec“ (Freihof) tak představoval malý panský statek s panským domem a obydlími zemědělských „dělníků“ a během staletí se musel z patriarchálního poměru mezi majitelem a na něm závislými, v jistém smyslu mu poddanými, pracovníky vytvořit pocit panské nadřazenosti.
Od roku 1848 příslušelo královácké území ke třem c.k. okresním soudům v Nýrsku (Neuern), Sušici (Schüttenhofen) a v Kašperských Horách.

## Architektura
Svobodní sedláci Královského hvozdu sice nevytvořili svébytný architektonický styl, ale v kompozici jednotlivých částí hospodářství využili stavební prvky šumavského domu a typickým králováckým rysem byla rozptýlená dispozice – součásti hospodářského domu, které má šumavský dům pod jednou střechou, byly u královackých dvorců osamostatněny. Majetky králováckých sedláků byly co do velikosti značně rozdílné. Obývali však vesměs uzavřené dvorce, opatřené často i domácí kaplí. Stavební sloh těchto dvorců se různil. V níže položených krajích byla stavení spíše z kamene a s vysokou taškovou či šindelovou střechou, ve vyšších polohách však byly nad roubenými stěnami horských chalup ploché, daleko dopředu vybíhající prkenné střechy, zatížené balvany. Prostou a krásnou řezbou často zdobená lomenice měla pod ochranou převislé střechy přes celou šíři štítové stěny otevřenou dřevěnou pavlač. Tento stavební sloh je podobný architektuře v alpské krajině Švýcarska, Horního Bavorska a Tyrolska.
Královácký dvorec ležel vždy uprostřed pozemků k němu náležejících. Tyto statky netvořily uzavřené obce či vsi, ale byly jednotlivě rozptýleny v krajině. Podobně jako v jiných oblastech s německou architekturou (Vestfálsko, Horní Bavorsko, Schwarzwald) měl každý dvorec na Královácku své zvláštní jméno (např. Metzerhof, Schindelhof, Gubenhof, Semmelhof, Berghof, Schneiderhof, Tomandlhof, Girglhof, Gerlhof). Panský dům býval na lomenici zdoben zvoničkou, jejíž zvon se rozezníval jak o začátku či konci denních prací, tak i v poledne, či v čase nouze svolával sousedy nebo prokazoval poslední poctu zemřelému.

### Královácký dvorec Antýgl

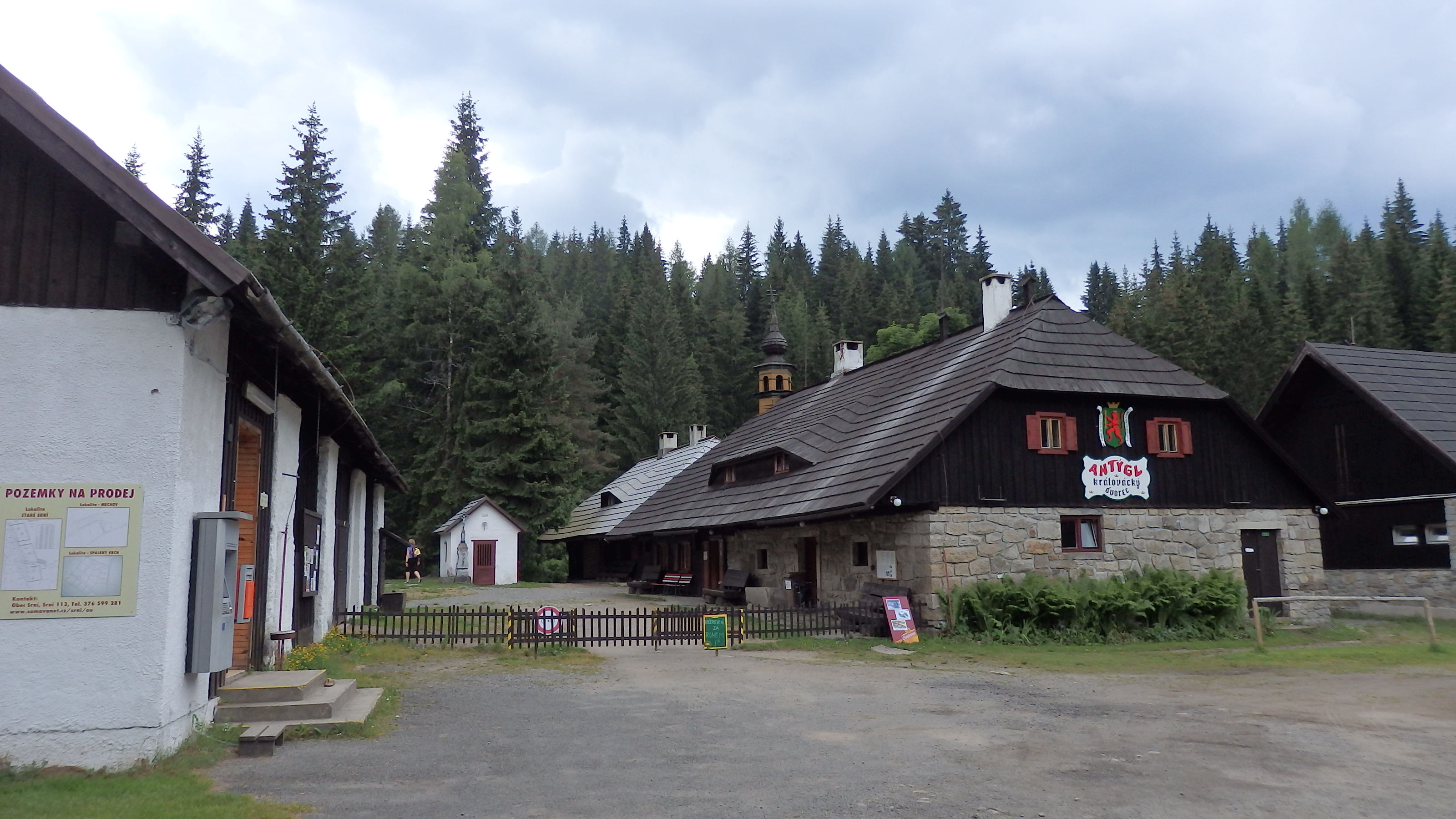
Antýgl – kralovácký dvorec

Do dnešní doby se zachoval královácký dvorec z 18. století na Antýglu, se šindelovými střechami a zvoničkou. Komplex na Antýglu je ukázkou jak v minulosti královácký statek (dvorec) vypadal. Dvorec byl tvořen skupinou roubených a zděných stavení. Skládal se z vlastní chalupy, podružského domku, stodoly a kaple. V okolí každého dvorce si stavěla své chalupy čeleď, která zde pracovala. I dnes můžeme vidět šindelovou střechu a široké nízké štíty s vyřezávanými obrazci. Pro královácké dvorce byla typická kaplička se zvoničkou. V případě špatného počasí zde vyzváněli, aby poutníky dovedli do bezpečí. Oválnému okénku ve vikýři, jaké mívají i zde na Antýglu, se říká volské oko.

## Královácký kroj
Králováci měli také svůj kroj, kterým se nijak podstatně nelišili od ostatních německých obyvatel Šumavy, muži však nosili černé plstěné klobouky s širokým okrajem a barevnými stuhami, vyjadřujícími odlišnost jednotlivých někdejších rychet. Ženy a dívky mívaly na hlavě jako všechny ostatní Šumavanky zavázán šátek, zakončený na zádech dvěma velkými cípy, ležícími vedle sebe na způsob křídel.

## Umrlčí prkna

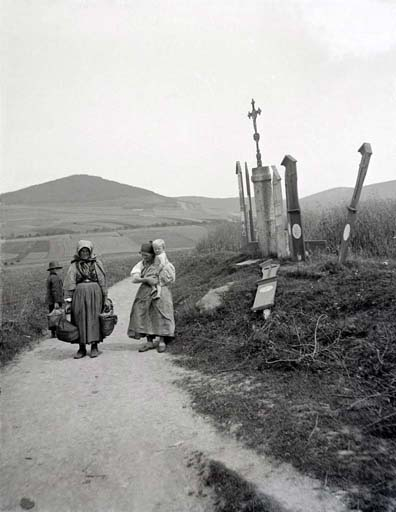
Umrlčí prkna u cesty
(fotografie F. Krátkého, asi 1892)

Zvláštním zvykem svobodných sedláků z Královského hvozdu, z údolí Úhlavy a přilehlých území (v někdejších rychtách Svatá Kateřina, Hamry, Hojsova Stráž a Zhůří), bylo umisťování umrlčích prken. Když umřel někdo z členů rodiny, byl položen na prkno ozdobené symboly smrti a pestře pomalované, které bylo poté, co mrtvé tělo pochovali, opatřeno ještě jménem a daty narození a úmrtí zesnulého, nějakým odkazem či průpovědí ve verších a prosbou o otčenáš za duši nebožtíkovu, na horním konci bylo zahroceno a ve vztyčené poloze dolním koncem zaraženo do země, obvykle v blízkosti statku nebo při cestě, jdoucí kolem pozemků, často také pod nějakým krásným starým stromem, u kaple či polního kříže. Nápis na každém umrlčím prkně začínal obvykle slovy, že „auf diesem Brett hat gelegen der ehrengeachtete" nebo „...die tugendsame N.N.“ atd. (tj. že „na tomto prkně ležel ctihodný" či „počestná N.N.“ atd.) Často vznikaly celé řady takových vztyčených umrlčích prken, z jejichž nápisů se dal pak vyčíst běh života a osudy jednotlivých členů rodiny během celého půlstoletí. S tímto zvykem se lze setkat všude od náhorní pláně při Furthu přes celý Bavorský les až dolů k Dunaji. I v železnorudské kotlině se lze všude setkat s umrlčími prkny. Umrlčí prkna sloužila také poutníkům k orientaci, neboť se nápisy na nich vždy uváděly jméno nejbližšího dvorce či místa.